# De Ceuster - Bonache Cycling Team
De Ceuster - Bonache Cycling Team is een Belgische veldritploeg waarin de focus ligt op het Belgische damesveldrijden.